# داني كامبل
داني كامبل (بالإنجليزية: Danny Campbell)‏ هو لاعب دوري الرغبي نيوزيلندي، ولد في 20 أبريل 1956 في نيوزيلندا.